# Die Sonne (Tarot)
Die Sonne ist eine der auch große Arkana genannten Trumpfkarten des Tarot. 

## Darstellung
Die Karte bildet ein Kind ab, das auf einem weißen Pferd unter einer personifizierten Sonne reitet. Im Hintergrund sind Sonnenblumen zu sehen.
Klassische Darstellungen zeigen einen Jungen und ein Mädchen, die Hand in Hand vor einer Mauer stehen.
Bei Haindl sieht man eine Sonne und eine Rose und im Hintergrund eine Morgenröte.
Im Visconti-Sforza sieht man einen Jungen, der auf einer Wolke dahinzieht und eine Sonnenmaske in den Händen hält.

## Deutung
Die Sonne symbolisiert die Hoffnung, den Idealismus, das Streben nach „höheren“ Werten. Sie steht aber auch für geistige Klarheit, also nicht für Illusionen und Utopien. Alchemistisch stellt sie den „Stein der Weisen“ dar.

## Entsprechungen
- der Stern Sonne
- der hebräische Buchstabe ר (Resch)